# Sebastian Stein
Sebastian Stein (* 1979 in Weyarn) ist ein deutscher Filmemacher, Regisseur und Drehbuchautor.

## Leben
Sebastian Stein wuchs in der oberbayrischen Gemeinde Weyarn auf. Nachdem er „mal was mit Medien studiert“ habe, war ihm klar, dass er keinen normalen Job wollte. Nachdem er zunächst nach Neuseeland und Japan reiste, fand er in Tokio Anschluss an die dortige Filmproduktion. Er jobbte bei Filmproduktionsfirmen und arbeitete als Schauspieler in verschiedenen Serienproduktionen. meistens spielte er dort Soldaten im Zweiten Weltkrieg. Daneben baute er eine YouTube-Show auf, bei der japanische Punks gegen Hip-Hopper in Mixed-Martial-Arts-Kämpfen antraten.
Als Eigenproduktion drehte er 2013 den Dokumentarfilm Yakuza. Im Innern von Japans Verbrecherwelt, der später im WDR gezeigt wurde.
Kurz darauf kam ihm die Idee zu einem Martial-Arts-Film im Stile der alten Hong-Kong-Klassiker wie Der Dampfhammer von Send-Ling oder Die fliegende Guillotine. Er baute Kontakt zu zwei ghanaischen Filmemachern auf, die sein bizarres Drehbuch in die Tat umsetzen wollten. Nachdem er ein Startkapital von 10.000 US-Dollar nach Ghana überwiesen hatte, begannen 2019 in Ghana die vierwöchigen Dreharbeiten zu African Kung-Fu Nazis, für das er das Drehbuch schrieb und neben Samuel K. Nkansah, auch bekannt als Ninja Man, die Regie übernahm. Außerdem spielte er als Bösewicht die Rolle des Adolf Hitler und beteiligte sich am Schnitt. Der Film feierte im Dezember 2019 seine Weltpremiere in Ghana und am 25. Juli 2020 seine Deutschlandpremiere mit einer Synchronisation, die sich an das Schnodderdeutsch der 1960er/1970er Jahre anlehnte.

## Filmografie
- 2011: Zombiag, Don’t Play with the Walking Dead (Kurzfilm, Schauspieler)
- 2013: Yakuza. Im Innern von Japans Verbrecherwelt (Twilight of the Yakuza) (Regie)
- 2019: African Kung-Fu Nazis (Co-Regie)